# 1063

## Evenimente
- 8 mai: Moartea regelui Ramiro I al Aragonului în timpul asediului localității Graus convinge pe papa Alexandru al II-lea să lanseze o "cruciadă" în cadrul "Reconquistei", la care participă, printre alții, Guillaume al VIII-lea ducele Aquitaniei, Ermengoll al III-lea de Urgel, Theobald de Chalon, normandul Robert Crispin (așa-numita "cruciadă de la Barbastro"); expedițiile franceze în sprijinul creștinilor din Peninsula Iberică se multiplică în anii următori.
- 18 august: Flota pisană, comandată de Giovanni Orlandi, întreprinde un atac reușit asupra orașului Palermo, pentru a veni în sprijinul lui Roger de Hauteville.
- 4 septembrie: După moartea lui Toghrul Beg, nepotul său Alp Arslan (Leul alb) îi îndepărtează pe ceilalți pretendenți, Kavurd din Kerman și Kutulmuș.

### Nedatate
- iunie: Victorie repurtată de Roger de Hauteville asupra musulmanilor din Sicilia, la Cerami.
- iulie -august: Campanie întreprinsă de regele Bela I al Ungariei împotriva împăratului Henric al IV-lea , însă moare în urma unui accident; ca ripostă, imperialii intervin în Ungaria, pentru a-l sprijini pe Solomon, fiul lui Andrei I, în defavoarea fiilor lui Bela I, care se refugiază în Polonia.
- Balduin al IV-lea de Flandra convoacă o adunare la Audenarde, ocazie cu care își împarte posesiunile între fiii săi, viitorul Balduin al VI-lea și Robert Frizonul; căsătorindu-se cu Gertrude de Saxonia, acesta din urmă devine regent al comitatului Olandei.
- Conduși de Yusuf ibn Tashfin, almoravizii cuceresc orașul Fez.
- Este întemeiată episcopia de Olomouc, în Cehia.
- Papa Alexandru al II-lea declară ca fiind justă lupta împotrica "celor care îi persecută pe creștini" și acordă absolvirea celor care urmează acest îndemn; regele Aragonului și conducătorul normand Roger de Hauteville sunt declarați "fideli ai Sfântului Petru", ca urmare a luptelor purtate contra musulmanilor.
- Wilhelm I, ducele Normandiei, cucerește orașul Le Mans și îl capturează pe contele Geoffroi al II-lea, înstăpânindu-se asupra comitatului de Maine.

## Arte, Știință, Literatură și Filozofie
- 21 decembrie: Este consacrat „Panteonul regilor”, construit la Leon de către regele Ferdinand I al Castiliei, primind hramul sfântului Isidor din Sevilla.
- Încep lucrările la basilica San Marco, la Veneția.
- Se încheie construcțiile la pagoda Pizhi, din provincia chineză Shandong.

## Înscăunări
- 4 septembrie: Alp Arslan, sultan selgiucid (1063-1072)
- 8 mai: Sancho I Ramirez, rege al Aragonului (1063-1094)
- Solomon I, rege al Ungariei (1063-1074)
- Yingzong, împărat chinez din dinastia Song (1063-1067)

## Decese
- 30 martie: Renzong, 52 ani, împărat chinez din dinastia Song (n. 1010)
- 8 mai: Ramiro I, 55 ani, rege al Aragonului (n. 1007)
- 4 septembrie: Toghrul-Beg, 72 ani, sultan selgiucid (n. 990)
- 11 septembrie: Bela I, 47 ani, rege al Ungariei (n. 1015)